# D.N.ドリームパートナーズ
D.N.ドリームパートナーズ（略称：DNDP）は、NTTドコモと日本テレビ放送網の共同出資による、コンテンツ製作・投資のための有限責任事業組合。
日本テレビの放送コンテンツと、NTTドコモの携帯電話サービスを連携させた新たなサービスやコンテンツを開発・提供するために、7年間の期限を設定し、2006年4月に設立された。主にワンセグにおけるデータ放送とiモードとのコンテンツ間の連動、日本テレビの放送コンテンツのNTTドコモの映像配信サービス（Vライブ、iモーション）への提供、日本テレビ主催のイベントでのおサイフケータイの活用等が主軸。

## 出資コンテンツ

### テレビアニメ
- DEATH NOTE
- 砂沙美☆魔法少女クラブ
- CLAYMORE
- BUZZER BEATER（日本テレビ版）
- 逆境無頼カイジ
- 魔人探偵脳噛ネウロ
- RD 潜脳調査室
- 秘密 〜The Revelation〜
- ONE OUTS -ワンナウツ-
- 魍魎の匣
- はじめの一歩 New Challenger
- 蒼天航路
- 君に届け
- ユルアニ?
- 3D彼女 リアルガール
- ワンダーエッグ・プライオリティ

### バラエティー・ドラマ
- 黄金の舌
  - ルドイア☆星惑三第
  - 地獄少女（ドラマ版）
  - 百鬼夜行抄
  - 死ぬかと思った
- サタデーTVラボ
  - ハリ系
  - 栞と紙魚子の怪奇事件簿
  - 2クール
  - ハッピーミックス
  - 絶対やれるギリシャ神話
  - EXILE GENERATION
  - 妄想姉妹〜文學という名のもとに〜
- Perfumeのシャンデリアハウス
- イケ麺そば屋探偵〜いいんだぜ!〜
- ぜんぶウソ
- 潜在異色
- 二匹目のどじょう
- ひるザイル
- 主演 さまぁ〜ず 〜設定 美容室〜
- Culture Journal
- the波乗りレストラン
- トンスラ
- 女優力
- スフィアクラブ
- なにわなでしこ
- SKE48のマジカル・ラジオ
- ネリさまぁ～ず

### 映画
- 時をかける少女
- 劇場版 どうぶつの森
- スカイ・クロラ The Sky Crawlers
- サマーウォーズ
- MW-ムウ-
- カイジ 人生逆転ゲーム
- なくもんか
- 僕の初恋をキミに捧ぐ
- ウルルの森の物語
- BANDAGE バンデイジ
- BECK
- 君に届け
- 太平洋の奇跡 -フォックスと呼ばれた男-
- DOG×POLICE 純白の絆
- カイジ2 人生奪回ゲーム
- おおかみこどもの雨と雪
- 桐島、部活やめるってよ
- バケモノの子
- デスノート Light up the NEW world
- 22年目の告白 -私が殺人犯です-
- メアリと魔女の花
- 未来のミライ
- 竜とそばかすの姫